# صهريج وسطاني
الصهريج الوسطي قرية سورية تتبع ناحية اليعربية في منطقة المالكية التابعة لمحافظة الحسكة. بلغ عدد سكانها 871 نسمة عام 2004.
تقع على بعد 10 كم تقريبا إلى الشمال من مدينة اليعربية.